# Dorian
Dorian – imię męskie pochodzenia greckiego. Użył go Oscar Wilde w swojej powieści The Picture of Dorian Gray (Portret Doriana Graya). Wywodzi się od nazwy plemienia greckiego – Dorów. W greckiej mitologii Dorowie pochodzą od jednego z herosów: Heraklesa.
Dorian imieniny obchodzi 22 stycznia oraz 22 maja.